# Congopyge katangaense
Congopyge katangaense är en mångfotingart. Congopyge katangaense ingår i släktet Congopyge och familjen Odontopygidae. Inga underarter finns listade i Catalogue of Life.